# 馬場耕一
馬場 耕一（ばば こういち、1951年2月12日 - ）は、日本の国土交通官僚。国土交通省大臣官房審議官や、国土交通省海事局次長、独立行政法人鉄道建設・運輸施設整備支援機構代表理事、福岡空港ビルディング株式会社代表取締役副社長等を歴任した。

## 人物・経歴
福岡県立修猷館高等学校を経て、九州大学法学部卒業。1973年運輸省入省。運輸省大臣官房会計課長等を経て、2000年運輸省航空局飛行場部長。2001年国土交通省近畿運輸局長。2003年には国土交通省大臣官房審議官（海事局担当）として、タンカー油濁補償追加基金へのキャッピング導入に関する国際海事機関外交会議で日本政府代表を務めた。同年国土交通省海事局次長。2004年独立行政法人鉄道建設・運輸施設整備支援機構代表理事・国鉄清算事業本部長。2006年社団法人全国旅行業協会専務理事。2013年から福岡空港ビルディング株式会社代表取締役副社長を務め、再整備プロジェクト総括などを担当した。2017年株式会社上組取締役。